# Papurana papua
Espèce
Synonymes
- Rana papua Lesson, 1826
- Hylarana papua (Lesson, 1826)
- Limnodytes waigiensis Duméril & Bibron, 1841
- Limnodytes papuensis Meyer, 1875 "1874"
- Rana semelvella Menzies, 1987

Statut de conservation UICN

 LC  : Préoccupation mineure
Papurana papua est une espèce d'amphibiens de la famille des Ranidae.

## Répartition

Répartition

Cette espèce se rencontre jusqu'à 1 200 m d'altitude dans le Nord Nouvelle-Guinée ainsi que sur les îles de Waigeo et de Manus.

## Étymologie
Cette espèce est nommée en référence au lieu de sa découverte, la Papouasie.

## Publication originale
- Lesson, 1826 : Voyage autour du Monde, Exécuté par Ordre du Roi, Sur la Corvette de Sa Majesté, La Coquille, pendant les années 1822, 1823, 1824 et 1825. p. 1-734.